# Station Nygard
Station Nygard is een station in Nygard in de gemeente Gjøvik in fylke Innlandet in Noorwegen. Het stationsgebouw aan Gjøvikbanen dateert uit 1902. In 2006 stopte voor het laatst een personentrein in Nygard. Het station werd gesloten om de reistijd tussen Gjøvik en Oslo terug te brengen. 